# あなたとNHK
『あなたとNHK』（あなたとエヌエイチケー）は、NHK総合テレビジョンで2005年10月2日から2007年3月18日まで放送された日本放送協会の広報番組である。後継番組は『三つのたまご』。

## 概要
番組成立の過程から、以下の2つのスタイルで放送されていた。
- 原則として毎月第1日曜日の11:00 - 11:30枠で放送していた『永井多恵子のあなたとNHK』が、この番組の原点であった。NHK副会長の永井多恵子と森本健成アナが司会を務め、一連のNHKの不祥事からの経営再建と視聴者の信頼確保に努める番組作りを目指す観点で行っていく番組で、視聴者からの提言・質問に永井や番組制作関係者らが答えるとともに、各界の著名人らがNHKの放送番組について意見を寄せるコーナーも放送された。また『土曜スタジオパーク』から、番組審議委員会報告（全国番組対象の中央と国際放送分）が移管された。
- 2006年4月16日からは第1週以外にも15分番組（11:00 - 11:15）で『あなたとNHK』が放送された。徳田章アナの進行で、日曜スタジオパークの時代のようなバラエティー色のある番組宣伝形式を一新する形で、NHKの番組・イベント作りの裏側を取材し、番組の担当スタッフがわかりやすく説明するとともに、視聴者の意見・提言を交えてより充実、かつ透明性の高いNHKの放送作りを目指すことを目的としていた。